# Rociverina
La rociverina è un farmaco spasmolitico ad attività antimuscarinica utilizzato per ridurre la sintomatologia spastico-dolorosa che si può manifestare a carico dell'apparato urinario, gastroenterico e delle vie biliari. In Italia il farmaco è venduto dalla società farmaceutica Laboratori Guidotti con il nome commerciale Rilaten. Rociverina è disponibile nella forma farmaceutica di compresse rivestite da 10 mg, di supposte da 25 mg e di fiale da 2 mL contenenti 20 mg di principio attivo.

## Farmacodinamica
Gli studi sperimentali hanno dimostrato che rociverina è dotata di una potente azione antispastica di tipo duplice, neurotropa e miotropa, e bilanciata.

Il farmaco presenta un'attività miolitica diretta, papaverino-simile, particolarmente evidente a carico delle strutture viscerali ma non di quelle vasali. L'attività diretta muscolo rilassante è pari o probabilmente più potente rispetto a quella della papaverina.

Inoltre è dotato di un'azione parasimpaticolitica di tipo atropinico, con bassa incidenza di effetti collaterali atropino-simili. Quest'ultima attività di tipo antimuscarinico è più debole di quella esercitata da atropina.

## Farmacocinetica
Dopo somministrazione orale rociverina è ottimamente assorbita dal tratto gastrointestinale. Dosi ripetute non tendono a dare luogo ad accumulo. L'escrezione del farmaco avviene prevalentemente per via urinaria.

## Usi clinici
Rociverina è utilizzata nel trattamento sintomatico delle manifestazioni spastiche e dolorose a carico dell'apparato urinario, in particolare nelle coliche reno-ureterali e nella nicturia del paziente anziano.

Viene impiegata anche nella terapia degli spasmi dell'apparato gastroenterico e delle vie biliari.
In letteratura esistono pareri discordanti sulla sua efficacia e utilità nel travaglio di parto. Secondo alcuni autori rociverina è utile nell'abbreviare la durata della prima fase del parto aumentando la dilatazione cervicale, mentre altri sottolineano l'insufficienza di evidenze per trarre delle conclusioni certe sulla sicurezza dell'utilizzo degli spasmolitici sia per la madre sia per il bambino.

## Effetti collaterali e indesiderati
In corso di terapia, in alcuni soggetti particolarmente sensibili, è possibile registrare alcune manifestazioni di tipo atropinico come ad esempio: xerostomia, tachicardia, moderata sonnolenza,  stipsi, vampate di calore, brividi.
Anche se alcuni studi hanno sottolineato una mancanza di effetti del farmaco sulla pressione oculare, le dimensioni della pupilla e l'angolo iridocorneale, tuttavia è sempre possibile che alcuni soggetti manifestino effetti collaterali a carico dell'occhio quali midriasi, turbe dell'accomodazione, cicloplegia.

## Controindicazioni
Il farmaco è controindicato nei pazienti con ipersensibilità nota al principio attivo.
Come altre sostanze dotate di azione antagonista muscarinica, rociverina è controindicata nei soggetti affetti da glaucoma, ipertrofia della prostata e tendenza alla ritenzione urinaria.
Ulteriori controindicazioni sono rappresentate dalla concomitanza di stenosi pilorica oppure di altre malattie stenosanti l'apparato gastroenterico e genito-urinario.

## Dosi terapeutiche
Nei soggetti adulti la dose usuale di rociverina è pari a 10 mg (equivalente a 1 compressa rivestita) 3-4 volte al giorno. Il dosaggio può essere aumentato a seconda della risposta individuale e a giudizio del medico.